# Кумарі (Врадіївська селищна громада)
Кумарі́ — село в Україні, у Врадіївській селищній громаді Первомайського району Миколаївської області. Населення становить 588 осіб.

## Історія
За даними на 1859 рік у сільському південному поселенні Кумарі (Кумарове) Ананьївського повіту Херсонської губернії мешкала 1081 особа (539 чоловічої статі та 542 — жіночої), налічувалось 175 дворових господарств, існував православний молитовний будинок.
Станом на 1886 рік у колишньому державному селі Врадіївської волості мешкало 1170 осіб, налічувалось 337 дворів, існували православна церква, школа, винний склад.
За переписом 1897 року кількість мешканців зросла до 2426 осіб (1245 чоловічої статі та 1181 — жіночої), з яких 2361 — православної віри.

## Населення
Згідно з переписом УРСР 1989 року чисельність наявного населення села становила 751 особа, з яких 330 чоловіків та 421 жінка.
За переписом населення України 2001 року в селі мешкало 588 осіб.

### Мова
Розподіл населення за рідною мовою за даними перепису 2001 року:
| Мова       | Відсоток |
| ---------- | -------- |
| українська | 95,58 %  |
| російська  | 3,23 %   |
| молдовська | 1,19 %   |

## Відомі люди
- Гирля Володимир Іванович (1939) — доктор медичних наук, професор.
- Дяченко Дарія Григорівна (1924—1944) — радянська партизанка, Герой Радянського Союзу.